# 布魯克菲爾德 (紐約州)
布魯克菲爾德（英語：Brookfield）是一個位於美國紐約州麥迪遜縣的鎮。

## 人口
根據2020年美國人口普查的數據，布魯克菲爾德的面積為202.05平方千米，當中陸地面積為201.54平方千米，而水域面積為0.51平方千米。當地共有人口2247人，而人口密度為每平方千米11人。